# Ceratocephalus grayanus
Ceratocephalus grayanus är en kräftdjursart som beskrevs av Woodward 1877. Ceratocephalus grayanus ingår i släktet Ceratocephalus och familjen klotkräftor. Inga underarter finns listade i Catalogue of Life.